# ジョン・バーサ
ジョン・バーサ（John Bartha、1915年2月6日 - 1991年3月7日）は、ハンガリー出身のイタリアの俳優である。ハンガリー語でヤーノシュ・バーサ（János Bartha）と表記される事もあった。

## 人物
ブダペスト出身。マカロニ・ウエスタンの『真昼の用心棒』のキャラディーンや『七人の特命隊』の南軍将校といった年配者の脇役を多く演じた。イタリアでロケされた外国映画にも進出しており、ブレーク・エドワーズ監督の『ピンクの豹』にもクレジットの無い端役で出演している。

## 出演作品
- 『真昼の用心棒』（1966年）
- 『七人の特命隊』（1968年）
- 『ピンクの豹』（1963年）
- 『奴らは俺がやる』（1965年、日本未公開）
- 『奴らに高く吊るされろ!』（1965年、日本未公開）
- 『続夕陽のガンマン 地獄の決斗』（1966年、日本未公開）
- 『リンゴ・キッド』（1966年、日本未公開）
- 『南から来た用心棒』（1966年、日本未公開）
- 『女王陛下の大作戦』（1967年）
- 『地獄のノルマンディ』（1967年、日本未公開）
- 『拳銃無宿のバラード』（1967年、日本未公開）
- 『さすらいのデスペラード』（1967年、日本未公開）
- 『ジャンゴの息子』（1967年、未ソフト化）
- 『ジョニー・ハムレット』（1968年、日本未公開）
- 『三人の無宿人』（1968年、日本未公開）
- 『熱砂の戦車軍団』（1968年）
- 『戦場のアウトロー ロンメルを殺れ!!』(1969年、日本未公開）
- 『荒野の無頼漢』（1971年）
- 『キングと呼ばれた男』（1971年、日本未公開）
- 『自転車紳士西部へ行く』（1972年、日本未公開）
- 『ザ・ビッグマン』（1972年）
- 『マッキラー』（1972年）
- 『華麗なる復讐』（1973年）
- 『サロン・キティ』（1976年）
- 『人喰族』（1981年）